# Culard

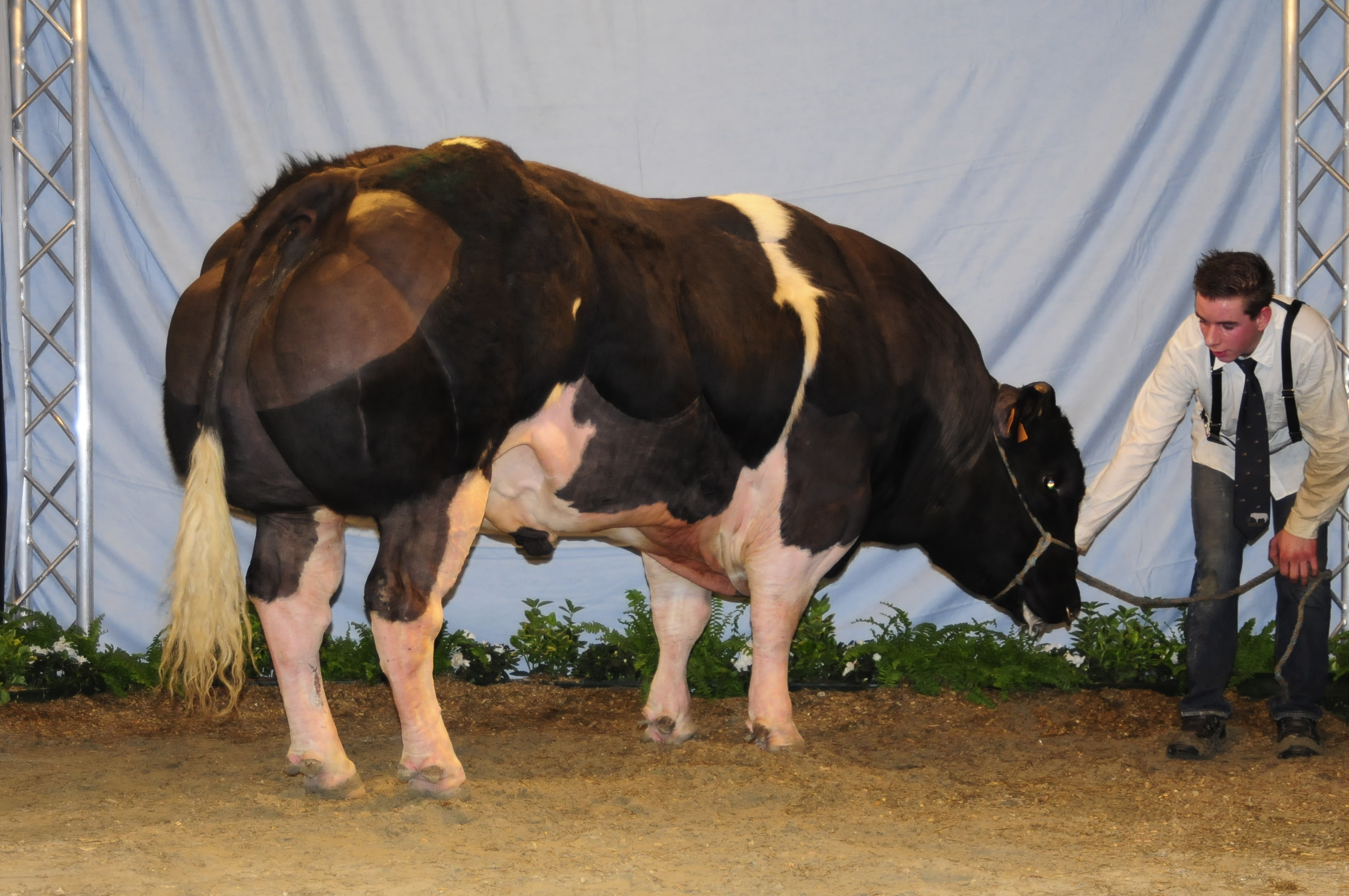
Vache blanc-bleu-belge cularde.

L'adjectif culard désigne un caractère phénotypique présent chez certaines races d'animaux domestiques et se traduisant par la présence d'une hypertrophie musculaire de l'arrière-train. On parle également d'individu ou de race bovine, ou ovine, cularde.
Par extension, un gène culard est un locus génétique impliqué dans ce phénotype.

## Sélection du caractère culard
Ce caractère est recherché dans les races à viande : à alimentation égale, les animaux culards ne sont pas significativement plus lourds que les sujets mixtes de la même race, mais ils ont plus de muscle et moins de graisse, ce qui entraîne une augmentation du rendement à l’abattage. De plus, la viande des animaux culards est moins grasse et plus tendre.

## Races bovines culardes
- Charolaise (considéré comme un défaut, donc potentiellement éliminatoire pour la reproduction[2] et les compétitions)
- Blanc bleu belge : fréquence proche de 100 %.
- Blonde d'Aquitaine : fréquence de 30 % environ.
- Piemontese
- Bleue du Nord : le gène culard est présent à hauteur de 10 % environ, mais l'association des éleveurs élimine systématiquement les sujets porteurs. Leur but est de garder la rusticité et la production mixte (viande et lait) de leurs animaux.
- INRA 95 : race française créée par l'INRA par croisement d'individus culards de plusieurs races.

## Race porcine cularde
- Piétrain

## Race ovine cularde ou callipyge
Chez les ovins, on emploie de préférence le terme callipyge. Il est peu utilisé dans les races à viande car il semble avoir des effets négatifs sur la tendreté de la viande.

## Bien-être animal
Ce caractère entraîne en élevage des difficultés de mise bas. Par exemple la race bovine blanc bleu belge nécessite des césariennes systématiques chez ces vaches culardes.
Les sujets hautement sélectionnés peuvent aussi présenter des problèmes de motricité, leur poids devenant trop important pour leur squelette.
Elle est interdite[réf. nécessaire] pour ces raisons dans les pays scandinaves[Lesquels ?].